# Jillestjärnen
Jillestjärnen är en sjö i Vilhelmina kommun i Lappland och ingår i Ångermanälvens huvudavrinningsområde. Sjön har en area på 0,0565 kvadratkilometer och ligger 686,3 meter över havet. Sjön avvattnas av vattendraget Stenhuvudtjärnsbäcken. Vid provfiske har öring fångats i sjön.

## Delavrinningsområde
Jillestjärnen ingår i det delavrinningsområde (720517-148744) som SMHI kallar för Utloppet av Jillestjärnen. Medelhöjden är 706 meter över havet och ytan är 0,55 kvadratkilometer. Det finns inga avrinningsområden uppströms utan avrinningsområdet är högsta punkten. Stenhuvudtjärnsbäcken som avvattnar avrinningsområdet har biflödesordning 2, vilket innebär att vattnet flödar genom totalt 2 vattendrag innan det når havet efter 348 kilometer. Avrinningsområdet består mestadels av skog (90 procent). Avrinningsområdet har 0,05 kvadratkilometer vattenytor vilket ger det en sjöprocent på 9,7 procent.